# بانک غذا
بانک غذا یا بانک غذایی سازمانی خیریه و غیردولتی است که به کسانی که در تهیه مایحتاج خوراکی خود مشکل دارند، از طریق اهدای غذا کمک می‌کند. این نوع از بانک‌ها در سراسر دنیا با هدف جلوگیری از به‌هدررفتن غذاهای آماده و بسته‌بندی و توزیع غذا میان نیازمندان در راستای مبارزه با گرسنگی تأسیس‌شده‌اند.

## شبکه جهانی بانک‌های غذایی
از دهه ۱۹۸۰م تأسیس بانک‌های غذا در سراسر جهان رشد چشمگیری داشته‌است. در حال حاضر بیش از ۵۰۰ بانک غذا در سراسر جهان وجود دارد که به بیش از ۲۰ میلیون نفر خدمات ارائه می‌کنند. این بانک‌ها از طریق شبکه جهانی بانک‌های غذایی (GFN) با یکدیگر در ارتباط می‌باشند. این شبکه به‌منظور ایجاد، کمک و تقویت بانک‌های غذا در کشورهای مختلف جهان ایجادشده است. به این منظور، شبکه جهانی بانک‌های غذایی ارتباطات و همکاری‌های گسترده‌ای را با صنعت جهانی غذا، جامعه جهانی سازمان‌های مردم‌نهاد، منابع انسان‌دوستانه جهانی و سایر مؤسسات بین‌المللی متمرکز بر کاهش گرسنگی برقرار کرده‌است. کشورهایی که در حال حاضر در شبکه بین‌المللی بانکداری غذا قرار دارند، عبارتنداز: آرژانتین، کانادا، مکزیک، ایالات‌متحده، انگلستان، ژاپن، آفریقای جنوبی، استرالیا، گواتمالا، کلمبیا، برزیل، بلغارستان، شیلی، کاستاریکا، اکوادور، مصر، السالوادور، فرانسه، هندوراس، هنگ‌کنگ، هند، اسرائیل، نامیبیا، نیکاراگوئه، نیجریه، پاراگوئه، روسیه، سیرالئون، سنگاپور، کره جنوبی، تایوان، ترکیه و اروگوئه. همچنین، کشورهای متعددی با بانک‌های غذایی وجود دارند که هنوز به شبکه جهانی متصل نشده‌اند، زیرا هنوز دارای معیارهای مورد انتظار در این زمینه نمی‌باشند. در قاره آسیا کشورهای هند، کره جنوبی، ژاپن، تایوان، سنگاپور و هنگ‌کنگ ازجمله پیشگامان تأسیس بانک‌های غذا بوده‌اند. کشورهای عربی منطقه هم چند سالی است که اقدام به تأسیس بانک‌های غذا تحت عنوان «بنک الطعام» کرده‌اند و اهتمام ویژه‌ای برای کاهش اتلاف غذا و کمک غذایی به نیازمندان دارند. عربستان و امارات متحده از آن جمله‌اند. برای مثال، دبی به دنبال آن است که در سال‌های پیش‌رو اولین شهر منطقه باشد که از طریق تأسیس بانک غذا، اتلاف مواد غذایی خود را به صفر می‌رساند.